# Lipe, Žagubica
Lipe (izvirno srbsko Липе) je naselje v Srbiji, ki upravno spada pod Občino Žagubica; slednja pa je del Braničevskega upravnega okraja.

## Demografija
V naselju živi 11 polnoletnih prebivalcev, pri čemer je njihova povprečna starost 45,5 let (40,4 pri moških in 59,5 pri ženskah). Naselje ima 6 gospodinjstev, pri čemer je povprečno število članov na gospodinjstvo 2,50.
To naselje je popolnoma srbsko (glede na rezultate popisa iz leta 2002).
|  |

| Demografija | Demografija     | Demografija     |
| Leto        | Št. prebivalcev | Št. prebivalcev |
| ----------- | --------------- | --------------- |
|             |                 |                 |
|             |                 |                 |
|             |                 |                 |
|             |                 |                 |
| 1948        | 149             |                 |
| 1953        | 226             |                 |
| 1961        | 222             |                 |
| 1971        | 152             |                 |
| 1981        | 149             |                 |
| 1991        | 29              | 29              |
| 2002        | 15              | 15              |
|             |                 |                 |

| Etnična sestava po popisu iz leta 2002 | Etnična sestava po popisu iz leta 2002 | Etnična sestava po popisu iz leta 2002 | Etnična sestava po popisu iz leta 2002 | Etnična sestava po popisu iz leta 2002 |
| -------------------------------------- | -------------------------------------- | -------------------------------------- | -------------------------------------- | -------------------------------------- |
| Srbi                                   | Srbi                                   |                                        | 15                                     | 100,0%                                 |
| Neznano                                | Neznano                                |                                        | 0                                      | 0,0%                                   |